# 수 엘렌 갈라스
수 엘렌 이그나시아 갈라스 에스피노사(스페인어: Su Helen Ignacia Galaz Espinoza, 1991년 5월 27일 ~ )는 칠레의 여자 축구 선수로, 포지션은 수비수이다. 현재 스페인 세군다 디비시온 페메니나의 사라고사 CFF에서 활동하고 있다.